# Sam Stith
Samuel Elwood "Sam" Stith (Greenville, Virginia, 22 de julio de 1937) es un exjugador de baloncesto estadounidense que disputó una temporada en la NBA, además de jugar en la EPBL. Con 1,88 metros de estatura, jugaba en la posición de base. Era hermano mayor del también jugador de baloncesto Tom Stith.

## Trayectoria deportiva

### Universidad
Jugó durante tres temporadas con los Bonnies de la Universidad de San Buenaventura, donde fue el primer jugador afroamericano en la historia del equipo. Consiguió 1.112 puntos y 620 rebotes a lo largo de su carrera, promediando el último año 20,5 puntos por partido.

### Profesional
Fue elegido en la quincuagésimo sexta posición del Draft de la NBA de 1960 por Cincinnati Royals, quienes, tras una temporada en la que no llegó a debutar con el equipo, lo traspasaron a New York Knicks al año siguiente. Allí jugó una temporada, en la que promedió 4,4 puntos y 1,9 asistencias por partido.
El resto de su carrera deportiva transcurrió entre los Allentown Jets y los Wilkes-Barre Barons de la EPBL, ganando el título de campeón en 1963.

## Estadísticas de su carrera en la NBA

### Temporada regular
| Temporada | Edad | Equipo          | Liga | P  | TIT | MIN  | TC  | TCA | %TC  | 3P | 3PA | %3P | TL  | TLA | %TL  | R.OF. | R.DEF. | REB | ASIS | ROB | TAP | PER | FP  | PTS |
| 1961-62   | 24   | New York Knicks | NBA  | 32 |     | 13.8 | 1.8 | 5.1 | .364 |    |     |     | 0.7 | 1.2 | .605 |       |        | 1.6 | 1.9  |     |     |     | 1.7 | 4.4 |
| Total     |      |                 | NBA  | 32 |     | 13.8 | 1.8 | 5.1 | .364 |    |     |     | 0.7 | 1.2 | .605 |       |        | 1.6 | 1.9  |     |     |     | 1.7 | 4.4 |